# 远西省
遠西省是尼泊爾根據2015年9月20日採納的新憲法而建立的七個省份之一，向北與中國西藏自治區接壤，向東連接格爾納利省和藍毗尼省，南面的西部連接印度北阿坎德邦，東部則連接北方邦。起初稱為第七省，2018年9月新選舉的省會議採納了遠西省作為永久名稱。根據2018年9月28日會議投票，戈達瓦里獲選為省會。
此省繼承舊的遠西發展區。